# Saint-Denis-du-Béhélan
Saint-Denis-du-Béhélan is een plaats en voormalige gemeente in het Franse departement Eure (regio Normandië) en telt 145 inwoners (1999). De plaats maakt deel uit van het arrondissement Évreux. Saint-Denis-du-Béhélan is op 1 januari 2016 gefuseerd met Chanteloup, Le Chesne en Les Essarts tot de gemeente Marbois. 

## Geografie
De oppervlakte van Saint-Denis-du-Béhélan bedraagt 9,5 km², de bevolkingsdichtheid is 15,3 inwoners per km².
De onderstaande kaart toont de ligging van Saint-Denis-du-Béhélan met de belangrijkste infrastructuur en aangrenzende gemeenten.

## Demografie
Onderstaande figuur toont het verloop van het inwonertal (bron: INSEE-tellingen).